# Keljin Blevins
Keljin DeShawn Blevins, né le 24 novembre 1995 à Hot Springs dans l'Arkansas, est un joueur américain de basket-ball évoluant au poste d'arrière.

## Biographie
Il est le cousin de Damian Lillard.
Le 25 novembre 2020, il signe un contrat two-way avec les Trail Blazers de Portland.
En septembre 2021, il signe un second contrat two-way d'affilée en faveur des Trail Blazers de Portland.